# East End, Anguilla
East End är en ort och ett distrikt på Anguilla. Den ligger i den östra delen av landet, 6 kilometer öster om huvudstaden The Valley. Antalet invånare är 671.